# Pungitius laevis
Pungitius laevis is een straalvinnige vissensoort uit de familie van de stekelbaarzen (Gasterosteidae). De wetenschappelijke naam van de soort is, als Gasterosteus laevis, voor het eerst geldig gepubliceerd in 1829 door Cuvier.